# قشلاق قره تپه تماق‌علی
قشلاق قره تپه تماق علی یک روستا در ایران است که در استان اردبیل واقع شده‌است. قشلاق قره تپه تماق علی ۱۷۵ نفر جمعیت دارد.